# Wilhelm Maak
Wilhelm Maak (Hamburgo, 13 de agosto de 1912 — Göttingen, 6 de junho de 1992) foi um matemático alemão.

## Obras
- Fastperiodische Funktionen. Springer, Grundlehren der Mathematischen Wissenschaften, 1950, 1967.
- Differential- und Integralrechnung. 4. Auflage. Vandenhoeck & Ruprecht, Göttingen 1969.
- Darstellungstheorie unendlicher Gruppen und fastperiodische Funktionen. In: Enzyklopädie der mathematischen Wissenschaften. 1953
- Integrale und Gruppen.[ligação inativa] In: Jahresbericht DMV 1935.